# 汉中盆地

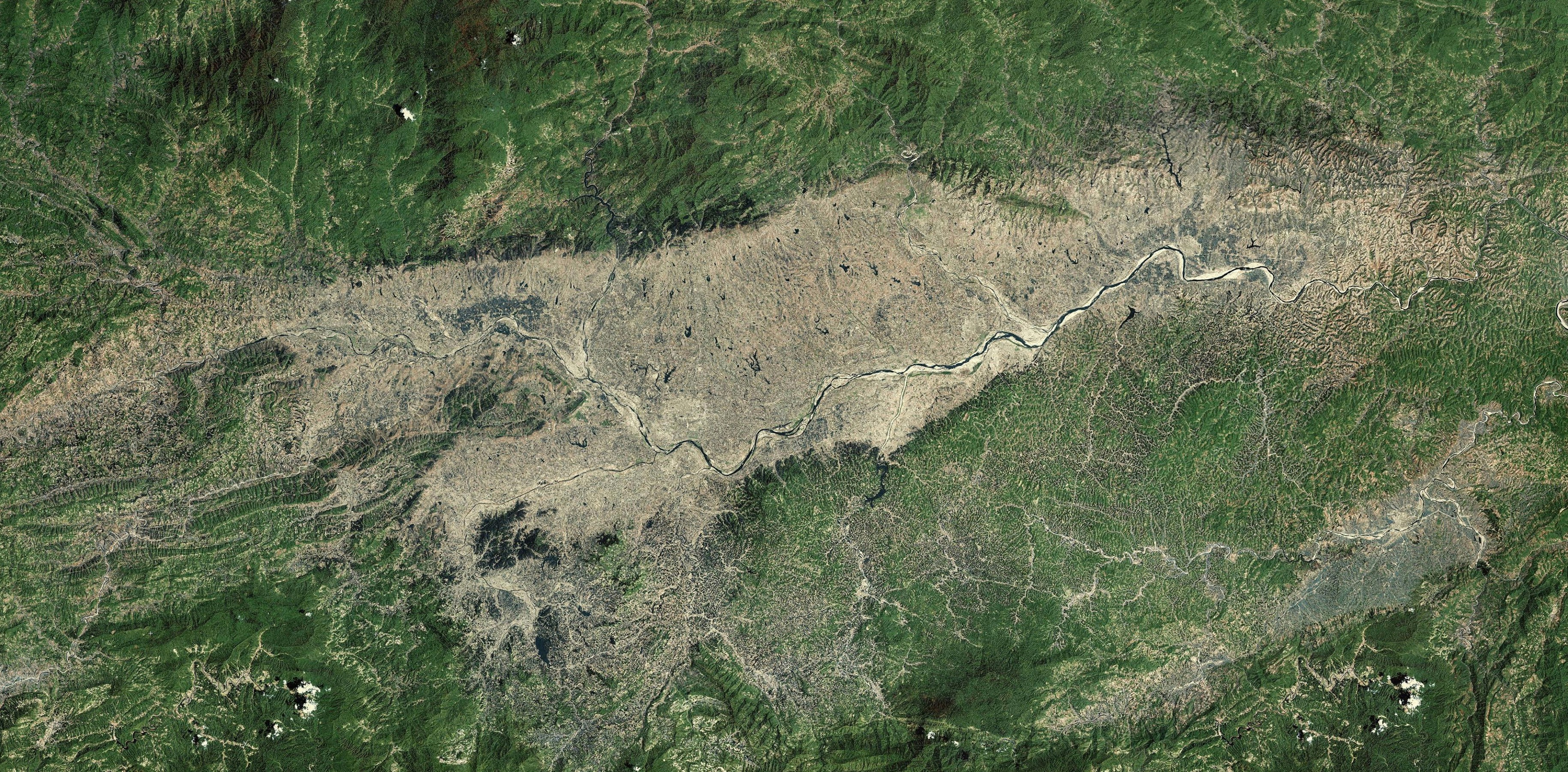
汉中盆地卫星图

漢中盆地位於陝西省西南部，秦嶺以南，大巴山以北，漢水自東向西橫貫盆地。盆地西起勉縣武侯鎮，東至洋縣龍亭鋪，長約116公里，南北寬約5～25公里。盆地主體包括漢中市下轄的漢台區大部、南鄭縣東北部、城固縣中部、洋縣中西部、勉縣中東部。歷史上，漢中盆地曾是漢朝建立者劉邦的根據地，亦是漢朝國號、漢族、漢字、漢人等詞語的來源地（劉邦曾被封為漢王）。
河流階地發育平均海拔500米左右，為一狹長槽形山間陷落盆地，由漢江沖積而成，上覆第四紀粘土、黃土狀砂質粘土及礫石，形成肥沃的原野。
盆地有四級階地：
一級階地高出漢江3～5米，沙細土肥，地下水位高；10～15米是二級階地，由黃灰色沙及粘土組成，是盆地主體，地面平整，面積廣闊，為糧、油主產區；36～50米為三級階地，地面破碎，多為瘠薄旱地；70～80米為四級階地，已逐漸變為丘陵地，溝壑發育，土壤更為貧瘠。
漢中盆地屬溫暖濕潤的亞熱帶氣候，年均溫14～15℃，無霜期240——250天，年降水量800毫米左右。河水不凍，冬無積雪，霜害少，風力小，有利於水稻、油菜、小麥及亞熱帶作物柑橘、枇杷、棕櫚的生長。耕地集中，灌溉便利，農業發展歷史悠久，農業生產水準較高。水稻占陝西省水稻總播種面積的60％，產量則占65％以上。小麥播種面積和產量僅次於水稻，是陝西省的稻、麥兩熟地區。盆地內城固縣的升仙村一帶為中國柑橘分佈最北界。
盆地中河流塘庫水域廣闊，漁業發達，有“魚米之鄉”的美譽，同時漢中盆地還有被稱“四大國寶”的朱鹮、大熊貓、金絲猴、羚牛，所以漢中盆地又有“國寶之府”的美譽。